# کارسینوم سلول آسینار لوزالمعده

بروز نسبی نئوپلاسم‌های گوناگون لوزالمعده.

کارسینوم سلول آسینار لوزالمعده (انگلیسی: Acinar cell carcinoma of the pancreas) یا به اختصار «ACC» نوعی نادر و بدخیم از سرطان لوزالمعده است. این تومور، ۵٪ از کل تومورهای بخش برون‌ریز لوزالمعده را تشکیل می‌دهد و دومین نوع شایع سرطان لوزالمعده محسوب می‌شود. پیش‌آگهی این سرطان، جدی و غیرقابل پیش‌بینی است.
این نوع سرطان در مردان شایع‌تر از زنان است و سن متوسط تشخیص بیماری ۶۰ است. علائم بیماری غیر اختصاصی و شامل کاهش وزن است. تظاهر کلاسیک بیماری، سه علامت مشهور به «علائم سه‌گانهٔ اشمیت» است که شامل ندول‌های زیرپوستی (به‌دلیل نکروز چربی)، درد مفصلی (به سبب رها شدن لیپاز) و ائوزینوفیلی است.
کارسینوم سلول آسینار لوزالمعده معمولاً بزرگ است و تا ۱۰ سانتی‌متر رشد می‌کند و قوام آن در مقایسه با آدنوکارسینوم لوزالمعده نرم‌تر است و فاقد استرومای متراکم است. این تومور ممکن است در هر جایی از لوزالمعده ایجاد شود.
درمان اصلی این سرطان، جراحی است.